# Rhachicreagra obsidian
Rhachicreagra obsidian är en insektsart som beskrevs av Nicholas David Jago och David M. Rowell 1981. Rhachicreagra obsidian ingår i släktet Rhachicreagra och familjen gräshoppor. Inga underarter finns listade i Catalogue of Life.